# J'J A.B.C-Z オーストラリア縦断 資金0円ワーホリの旅
『J'J A.B.C-Z オーストラリア縦断 資金0円ワーホリの旅』（ジェイズジャーニー エー.ビー.シー-ズィー オーストラリアじゅうだん しきんゼロえんワーホリのたび）は、日本テレビで2013年4月1日から6月17日まで放送されたジャニーズ事務所所属タレントによる旅番組。「J'Jシリーズ」第5弾。

## 概要
A.B.C-Zが、オーストラリアのケアンズからシドニーまでの約2,800kmをキャンピングカー1台で9日間かけて縦断する。
旅にかかる食費やガソリン代などの資金はワーキング・ホリデーを使い稼ぐ。料理係は河合郁人、交渉役は戸塚祥太、運転は塚田僚一が務めた。当時運転免許は塚田と河合が持っていたが、河合は普段運転していない上、大型のキャンピングカーは運転できないと塚田が運転担当となった。塚田が車から離れた時に車を移動させる必要があり河合が運転したシーンが一瞬写っている。お金の管理は五関晃一、セルフタイプのガソリンを入れるのが「ガソスタでアルバイトしてみたかった！」という橋本良亮。
DVDとBlu－rayBOX（ディレクターズカット・エディション）が2013年12月11日に発売された。

## 出演者
- A.B.C-Z

## スタッフ
- ナレーター：木村匡也
- 構成：堀江利幸、宮下勇二
- ブレーン：守屋健太郎
- ロケカメラ：久保田雅文、花岡隆太
- ロケ音声：小村一俊、川井力、吉川和浩
- コーディネーション：オセアプロ
- 編集・MA：スタジオヴェルト
- 音効：今野直秀、鈴木信行
- スチール：平岡純
- 技術協力：日放
- 協力：ワーナーミュージック・ジャパン、Paramora、成田国際空港株式会社、地球の歩き方、オーストラリア政府観光局
- AD：大橋勇気
- リサーチ：酒井俊典
- デスク：森田真由美
- TK：田中彩
- コンテンツプロデューサー：小林将高、行実良
- 編成：伊藤加寿子
- AP：鯉江舞
- 広報：柳沢典子、友定紘子
- ディレクター：平野真一、加藤一真、前田佑功、磯崎泰久
- 演出：石村修司、吉原利一
- 編成企画：植野浩之
- プロデューサー：佐藤英
- チーフプロデューサー：鈴江秀樹
- 協力：ジャニーズ事務所
- 制作協力：読売映像
- 企画制作：日本テレビ
- 製作著作：J'Jオーストラリア縦断製作委員会、D.N.ドリームパートナーズ.VAP

## ネット局
| 放送対象地域 | 放送局                | 系列           | 放送期間                 | 放送日時           | 備考              |
| ------------ | --------------------- | -------------- | ------------------------ | ------------------ | ----------------- |
| 関東広域圏   | 日本テレビ（NTV）     | 日本テレビ系列 | 2013年4月1日 - 6月17日   | 月曜 25:29 - 25:59 | 制作局            |
| 宮城県       | ミヤギテレビ（MMT）   | 日本テレビ系列 | 2013年4月22日 - 7月15日  | 月曜 10:25 - 10:55 |                   |
| 青森県       | 青森放送（RAB）       | 日本テレビ系列 | 2013年4月24日 - 7月3日   | 水曜 25:29 - 25:59 | 最終日は2回分放送 |
| 長崎県       | 長崎国際テレビ（NIB） | 日本テレビ系列 | 2013年10月8日 - 12月24日 | 火曜 25:29 - 25:59 |                   |